# 杉本苑子
杉本 苑子（すぎもと そのこ、1925年6月26日 - 2017年5月31日）は、日本の小説家、歴史小説家、文化勲章受章者。

## 来歴・人物
東京府東京市牛込区（現在の東京都新宿区）出身。旧制千代田女子専門学校（現 武蔵野大学）、文化学院卒業。
1952年、「燐の譜」で『サンデー毎日』の懸賞小説に入選、選考委員である吉川英治に師事する。吉川死去の翌年、『孤愁の岸』で第48回（1962年下半期）直木賞を受賞。以後、歴史小説家として活躍する。また、一般向けの歴史書も記している。
1985年に、『マダム貞奴』および『冥府回廊』を原作とするNHK大河ドラマ『春の波濤』が放映される。作品が舞台演劇として上演された数も多い。
2017年5月31日、静岡県熱海市の自邸にて老衰のため死去。91歳没。
生涯独身であった。自作の著作権を含む全財産を名誉市民となった静岡県熱海市に寄贈した。

## 受賞歴
- 1951年　「申楽新記」でサンデー毎日百万円懸賞小説佳作
- 1952年　「燐の譜」で第42回サンデー毎日大衆文芸賞入選
- 1962年　『孤愁の岸』で第48回直木賞
- 1977年　『滝沢馬琴』で第12回吉川英治文学賞
- 1977年　『戦乱 日本の歴史』（小学館）
- 1986年　『穢土荘厳』で第25回女流文学賞
- 1987年　紫綬褒章
- 1995年　文化功労者
- 1997年　熱海市名誉市民
- 1999年　NHK放送文化賞
- 2002年　第50回菊池寛賞／文化勲章[5]

## 作品一覧
- 『船と将軍』（短編集）雪華社 1961  「海の翡翠」角川文庫
- 『孤愁の岸』(1962年、講談社)のち角川文庫、講談社文庫

宝暦治水事件を題材とし薩摩藩家老平田靱負を主人公とした歴史小説。後に森繁久彌が主役で劇化される。
- 『二条ノ后』(1963年、南北社)　のち集英社文庫

二条の后と称された藤原高子と在原業平との逸話に材を採った歴史小説。
- 『焔の果て』東方社 1964
- 『華の碑文－世阿弥元清』(1964年、講談社)のち中公文庫
- 『隠々洞ききがき抄 天和のお七火事』講談社 1965 のち集英社文庫、文春文庫
- 『西国巡拝記』大法輪閣 1966 のち中公文庫
- 『歴史を彩った女性たち』華書房 1966 「歴史に咲く花々」集英社文庫
- 『蝶の谷』人物往来社 1967
- 『歴史を彩る女たち』新塔社 1968
- 『傾く滝』(1969年、講談社)のち角川文庫、講談社文庫
- 『春日局』(1970年、読売新聞社)のち集英社文庫、学陽書房人物文庫
- 『蚤さわぐ』（短編集）毎日新聞社 1971 「雪中松梅図」集英社文庫、文春文庫
- 『西鶴置きみやげ』（短編集）月刊ペン社 1971
- 『平家物語 カメラ紀行』浅野喜市写真 淡交新社 1971　「平家物語を歩く」講談社文庫
- 『飛鳥路の寺』入江泰吉写真 保育社カラーブックス　1972
- 『愛憎流転』講談社 1972（「長勝院の萩」静岡新聞 (1970年5月－1972年2月)原題「長勝院の萩」として講談社文庫）
- 『今昔物語ふぁんたじあ』(1972年、読売新聞社)のち講談社文庫
- 『鶴渡る』（短編集）(1972年、双葉社)のち文庫、集英社文庫
- 『江戸芙蓉堂医館』（短編集）講談社 1973  のち文庫
- 『瑪瑙の鳩』（短編集）朝日新聞社 1973
- 『孔雀茶屋心中』（短編集）読売新聞社 1973  のち集英社文庫
- 『夢まぼろしの如くなり 書簡にみる歴史群像』PHP研究所 1974 旺文社文庫 「歴史を語る手紙たち」文春文庫
- 『埋み火－近松門左衛門の生涯』(1974年、文藝春秋)のち文庫
- 『玉川兄弟-江戸上水ものがたり』(1974年、朝日新聞社)のち講談社文庫、文春文庫
- 『元禄歳時記』講談社 1974 のち文庫 （新井白石）
- 『マダム貞奴』(1975年、読売新聞社)のち集英社文庫
- 『東京の中の江戸名所図会』北洋社 1975  のち旺文社文庫、文春文庫
- 『江戸を生きる』中央公論社 1976 のち文庫、講談社文庫
- 『虚空を風が吹く』（短編集）講談社 1976  のち文庫、文春文庫
- 『終焉』(1977年、毎日新聞社)のち中公文庫（井戸正明）
- 『滝沢馬琴』(1977年、文藝春秋)のち文庫、講談社文庫、朝日文庫
- 『江戸散策』毎日新聞社 1978　のち旺文社文庫
- 『人間紀行 歴史エッセイ』毎日新聞社 1978　のち旺文社文庫、文春文庫
- 『冬の蝉』（短編集）文藝春秋 1978  のち文庫
- 『私の万葉集』海竜社 1978　のち光文社文庫、集英社文庫
- 『片方の耳飾り 随想集』読売新聞社 1979　のち中公文庫
- 『夜叉神堂の男』（短編集）(1979年、東京文芸社)のち集英社文庫
- 『対談にっぽん女性史』文藝春秋 1979 のち中公文庫
- 『逆髪』（短編集）東京文芸社 1980　のち集英社文庫
- 『開化乗合馬車』（短編集）読売新聞社 1980 のち文春文庫
- 『杉本苑子の京都』冬樹社 1980　のち旺文社文庫
- 『影の系譜 豊臣家崩壊』文藝春秋 1981 のち文庫
- 『橋のたもと』（短編集）東京文芸社 1981　のち集英社文庫
- 『檀林皇后私譜』(1981年、中央公論社)のち文庫
- 『二条院ノ讃岐』(1982年、中央公論社)のち文庫
- 『鳥影の関』(1982年、読売新聞社)のち中公文庫
- 『干潟の秋』（エッセイ集）文化出版局 1983  のち集英社文庫
- 『絵島疑獄』(1983年、毎日新聞社)のち講談社文庫
- 『古典を読む 伊勢物語』岩波書店 1984  のち同時代ライブラリー、「伊勢物語謎多き古典を読む」中公文庫
- 『信号三回待ち』読売新聞社 1984
- 『胸に棲む鬼』（短編集）文化出版局 1984
- 『冥府回廊』(1984年、日本放送出版協会)のち文春文庫（福沢桃介）
- 『別れ霜』（短編集）朝日文庫 1985
- 『姿見ずの橋』（短編集）中央公論社 1985  のち文庫
- 『伯爵夫人の肖像』朝日新聞社 1985　のち文庫 （芳川鎌子）
- 『わたしの古典　杉本苑子の枕草子』集英社 1986 のち文庫
- 『穢土荘厳』(1986年、文藝春秋)のち文庫（長屋王）
- 『残照』（短編集） 旺文社文庫、1987　のち文春文庫
- 『永代橋崩落』中央公論社 1988　のち文庫
- 『大和花の寺』中央公論社 1988
- 『聞き語りにっぽん女性「愛」史』講談社 1988  のち文庫
- 『月宮の人』朝日新聞社 1988　のち文庫 （お市から東福門院まで）
- 『太閤さまの虎』（短編集）読売新聞社 1989 のち中公文庫
- 『埠頭の風』(短編集) 講談社 1989  のち文庫
- 『歌舞伎のダンディズム』日本放送出版協会 1989  のち講談社文庫
- 『新とはずがたり』(1990年、講談社)のち文庫
鎌倉時代後期、後深草上皇寵姫・中院雅忠女（1258年生、通名・後深草院二条）による、宮廷女流文学『とはずがたり』を小説化。原典は、宮廷女房時代の経験を赤裸々に回想する日記文学的前半と、宮廷退出後、出家し全国を女西行さながらに放浪してゆく過程を記録した、紀行文学的後半に大きく分かれるが、この作品では原典の前半部分に焦点を当てている。小説化にあたって、雅忠女の愛人の一人で、当時一流の宮廷政治家であった、西園寺実兼の視点で物語を再構築しており、原典では書かれていない、北条執権家を軸とする鎌倉幕府の内紛や二度にわたる元寇、時宗開祖一遍の台頭など、当時の政治・文化的世相がエピソードとして盛り込まれている。
- 『古典の旅　更級日記』講談社 1990　「「更級日記」を旅しよう」文庫
- 『菜摘ます児 杉本苑子自選短篇集』学芸書林 1990
- 『利休 破調の悲劇』講談社 1990　のち文庫
- 『決断のとき 歴史にみる男の岐路』文藝春秋 1990  のち文庫
- 『鶴屋南北の死』文春文庫 1990
- 『散華－紫式部の生涯』(1991年、中央公論社)のち文庫
- 『はみだし人間の系譜』読売新聞社 1991　のち中公文庫
- 『引越し大名の笑い』講談社文庫 1991
- 『大江戸ゴミ戦争』文藝春秋 1991　のち文庫
- 『汚名 本多正純の悲劇』毎日新聞社 1992　のち講談社文庫、中公文庫
- 『秋蘭という女』（短編集）講談社文庫 1992
- 『霧の窓 随筆集』光風社出版 1992
- 『女人古寺巡礼』講談社 1992　のち文庫
- 『竹ノ御所鞠子』(1992年、中央公論社)のち文庫
- 『小鳥の食卓』（エッセイ集）中央公論社 1993　のち文庫
- 『少年少女古典文学館　今昔物語集』講談社 1993
- 『悲劇の風雲児』講談社文庫 1994（源義仲）
- 『天智帝をめぐる七人』(1994年、文藝春秋)のち文庫
- 『銀の猫』（短編集）読売新聞社 1995  のち中公文庫
- 『落とし穴 鎌倉釈迦堂の僧たち』PHP研究所 1996　のち文庫
- 『私家版かげろふ日記』文化出版局 1996　のち講談社文庫
- 『万葉に生きた女性たち』（ＣＤ）アートデイズ　1996年9月収録
- 『春風秋雨』読売新聞社 1997　のち文春文庫
- 『杉本苑子全集』全22巻　中央公論社(1997年～1998年)
- 『じじばばの記』（短編集）双葉ノベルス 1997
- 『杉本苑子歴史エッセイ』全2巻 小学館、1997
- 『風の群像』(1997年、日本経済新聞社)のち講談社文庫（足利尊氏）
- 『悲華水滸伝』(1998年、中央公論社)のち文庫
- 『一夜の客』読売新聞社 1998 のち文春文庫
- 『万葉の女性歌人たち』日本放送出版協会(NHKライブラリー) 1999
- 『女性はどう学んできたか 卑弥呼から江戸庶民の女まで』集英社新書 1999
- 『山河寂寥 ある女官の生涯』(1999年、岩波書店)のち文春文庫（藤原淑子）
- 『能の女たち』文春新書 2000
- 『流されびと考』文藝春秋 2002
- 『愛に生きた女たち・男たち にっぽんラブストーリーズ』日本放送出版協会 2002
- 『戦国二人三脚 まつと又左と子どもたち』日本放送出版協会 2002
- 『おくのほそ道人物紀行』文春新書 2005

### 共著
- 『ごめんあそばせ独断日本史』永井路子対談 中央公論社 1985　のち文庫
- 『「時代」を旅する』永井路子 文藝春秋 1997　のち文庫
- 『潔い女は美しい 歴史に学ぶ女の生き方』ジェームス三木 致知出版社 2002 のち「日本の歴史を動かした女たち」中経の文庫